# Hajim Muhammad
Hajim Muhammad fou kan de Coràsmia (1557-1602), fill d'Avanek Khan.

## Biografia

### Inicis

#### Consolidació al poder
Després de derrotar militarment als seus cosins els fills de Kal Khan (que governaven a Kath) i de Sofian Khan (Yunus Sultan i Pekhvan Kuli que governaven a Urgendj) es van redistribuir els feus entre els vencedors (vers 1550): els fills de Bujugha Khan, els d'Avanek Khan i els del kan Aghatai Khan. Hajim va rebre Bagh-Abad al Khorasan. Quan el seu germà Sari Mahmud Sultan fou expulsat el seu feu d'Urgendj (1556) per Yunus Sultan, el kan Aghatai Khan i la seva família li van donar suport però Aghatai va morir a la lluita (1557) i Yunus va poder conservar el territori. El 1557 els fills d'Aghatai que governaven a Vesir (Vezir) es van aliar a Hajim Muhammad i als fills de Bujugha Khan (que governaven a Hazarasp, Khivà i Kath) i van foragitar a Yusuf quedant Urgendj per Hajim.

#### Guerra contra Ish de Khivà
Ish de Khivà, el germà del qual Dost Khan, fou escollit kan, la va reclamar, però l'assemblea de prínceps li va refusar i Ish va atacar a Hajim amb un exèrcit considerable; va fer el seu campament al riu i va protegir els flancs amb unes muralles de carros de fusta; la lluita va durar uns quants dies sense resultat i al cap d'una setmana va decidir retornar als presoners que havia fet (excepte als uigurs i naimans que per alguna raó va executar de manera cruel) va signar la pau i va tornar a Khivà on va expulsar els uzbeks de les mateixes tribus i els va substituir per durmans. Un temps després va tornar a marxar contra Urgendj i aquesta vegada després d'uns dies de lluita va eludir a la guarnició i va entrar a la ciutat on només vivien els sarts o ciutadans.
Els fills d'Aghatai Khan, que sembla que ara tenien Urgendj, es van retirar cap a Vesir amb les tribus dels uigurs i naimans. Poc després Hajim Muhammad, que havia aconseguit suport dels seus parents amb possessions al Khorasan, Ali Sultan (de Bagh-Adad?) i Abu l-Sultan (fill de Din Muhammad que havia mort poc abans) de Nisa i Abiward, va atacar Urgendj i la va assetjar durant quatre mesos, al final dels quals la va assaltar; durant l'assalt Tin Ali dels durmans, que tenia un greuge personal amb Ish, va matar d'una fletxa el seu cavall i el va fer caure, trencant-se la cama; abandonat per la seva gent va ser mort pels defensors (1558). Les forces d'Hajim van marxar llavors contra Hazarasp on estava Dost, que fou fàcilment derrotat i mort, i el mateix es va fer amb Kath on governava Burum. Es va procedir a un nou repartiment de territoris (1558): Ali Sultan va rebre Urgendj, Hazarasp i Kath; Hajim va rebre Vesir; Sari Mahmud Sultan va rebre la meitat de Khivà i el país del turcmans d'Ulugh Tübe i de Kunish, i un altre germà de nom Timur va rebre l'altra meitat de Khivà i el territori dels turcmans de Kara Bukaul.

#### Jenkinson
El viatger anglo-rus Jenkinson va sortir de Moscou el 23 d'abril de 1558 i va arribar a Astracan el 14 de juliol, on va restar fins al 6 d'agost; va comprar un bot i en companyia d'alguns tàtars i perses va creuar la mar Càspia per la part nord passant per les boques dels rius Jaik i Yemba; el 27 d'agost va desembarcar prop de Mangishlak (no va poder arribar a aquesta mateix per una turmenta); va arranjar amb el governador local una caravana fins a Vezir; la caravana la formaven un miler de camells i va arribar a terres de Timur Sultan que els va tractar bé; va creuar el desert 20 dies, arribant a la desembocadura d'un braç de l'Oxus; va sortir d'aquest lloc el 4 d'octubre de 1558 i va arribar a Shehr Vezir (Vezir) on vivia el kan Hajim (que anomena Azim) amb tres germans; el kan li va donar audiència (dia 9) i va presentar una carta del tsar de Rússia i alguns regals; el kan li va donar salva conducte; després va anar a Urgendj on va trobar a Ali Sultan, germà d'Hajim, que també el va rebre i li va explicar que la ciutat havia estat perduda i recuperada diverses vegades als darrers set anys a causa de lluites civils i que per això hi havia pocs mercaders.
Jenkinson diu que els territoris fins a la Càspia eren anomenats Turkman i depenien d'Hajim (Azim) Khan i dels seus cinc germans, però que com que aquestos fills eren de mares diferents, no tenien bones relacions entre ells i quan un era derrotat es refugiava al desert i començava a assaltar caravanes fins que era prou fort per retornar. Després va seguir l'Oxus durant uns 150 km cap al nord i després va passar al mar de Kitai (Aral) arribant a Kait, subjecte a Saramet Sultan, un altre germà d'Hajim; la caravana va seguir i fou atacada per un príncep que havia perdut els seus dominis però mercès a alguns fusells que portava Jenkinson, foren refusats, i les ofertes fetes als musulmans de la caravana d'entregar als cristians, no foren ateses; finalment la caravana va arribar a Bukharà. A la tornada va passar per Urgendj i es va emportar a ambaixadors d'Hajim per al tsar de Rússia.

### Incursions

#### Merv
El fill i germans d'Hajim, amb la seva gent, van fer constants atacs a Merv. Aquesta havia estat governada en nom de Bukharà per un naiman de nom Yolum Biy que es va revoltar (la data exacta no se sap però devia ser en els anys trenta vers 1535); Ubayd Allah que aleshores era kan a Bukharà (1504-1540) va marxar a Merv amb un fort exèrcit de 30.000 homnes i Yolum va demanar ajut a Din Muhammad d'Abiward (germanastre d'Hajim); aquest hi va anar i quan va arribar al lloc on el Murghab es perd a l'arena, per enganyar als bukharians va lligar branques d'arbre als cavalls, i els mateixos soldats també portaven branques a manera d'escombres, amb les que donaven sensació de moviment i feien molta pols; els bukharians pensant que era un exèrcit important el que s'acostava i per por de quedar entre les forces de Yolum i de Din Muhammad, van abandonar Merv, on Din Muhammad llavors va governar fins a la seva mort vers el 1552 (de Yolum no se'n torna a parlar) quan el va succeir el seu segon fill Abu l-Muhammad Sultan que fou conegut com a Abul Khan; Jalal, fill de Abul Khan, va fer també alguna incursió al Khorasan persa; en una d'elles les forces perses es van reunir a Mashad i van derrotar a Jelal que atacava amb 10.000 uzbeks, i que va morir a la lluita. Era l'únic fill d'Hajim però llavors una dona soltera de Merv de nom Bibijeh, considerada una prostituta, que tenia un fill de 4 anys, va declarar que el pare d'aquest fill era Abul Khan, que el va reconèixer i aquest fill fou Nur Muhammad, que a la mort del seu pare (vers 1565) va rebre el govern de Merv i va patir els atacs del fill i germans d'Hajim que no el volien reconèixer i va haver d'acabar marxant a Bukharà oferint tenir Merv en feu d'Abd Allah ibn Iskandar; aquest va anar a Merv i la va ocupar però va ignorar a Nur Muhammad que es va haver de retirar a Urgendj amb Hajim Muhammad.
Sembla que els feus de Khorasan de Nur Muhammad, Nisa i Abiward (al districte del Tagh Buyi d'Urgendj o Muntanya d'Urgendj), van passar a Ali Sultan, que ja tenia Hazarasp, Urgendj i Kath, i que va iniciar diverses ràtzies de primavera i estiu contra Khorasan arribant a Pil Kupriki, Tershiz, Terbet, Jam, i Kharkerd. Va arribar a tenir un exèrcit de 40.000 homes i va conquistar Jajrum, Kerailu i Astarabad. Pagava a les tropes uzbekes que el servien en part amb el tribut d'ovelles dels turcmans i en part amb una cinquena part del botí. En un dels atacs contra la tribu turcman dels Okli Kuklang, va patir una seriosa derrota davant del beg persa Badr Khan, que manava 12.000 homes, a la riba del riu Gurgan.
Ali Sultan va morir en una incursió al Khorasan el 1568 o 1569. El seu fill Sanjar Sultan el va succeir a Nissa, i va morir 25 anys després sense descendència. A la mort d'Ali Sultan, Hajim va cedir Vesir al seu germà Muhammad Sultan i se'n va anar a viure a Urgendj que havia quedat vacant.

#### Vesir
El 1595 Hajim va tornar a enviar ambaixadors a Fedor I de Rússia (1584-1598). Pulad Sultan governava a Khivà i Timur Sultan a Hazarasp, i durant una absència d'Hajim, Abd Allah ibn Iskandar de Bukharà va fer una incursió a Coràsmia i va conquerir el país en dues campanyes, la primera el 1593; Timur Sultan es va traslladar des de Hazarasp a Khivà mentre Urgendj i Vesir (Vezir) es van preparar per a la defensa; els bukharians van arribar a Yanghi Arik (El Nou Canal) quan van arribar notícies que Hajim venia amb les seves forces al rescat; Abd Allah ibn Iskandar va pactar la pau sense gairé benefici amb Pulad i Timur i va tornar a Bukharà. El 1595 va retornar; aquesta vegada la raó donava fou que l'enviat otomà a Bukharà, Salih Shah, que havia anat al kanat per pactar una aliança contra els perses xiïtes; al seu retorn havia agafat la ruta Urgendj i Mangishlak i en arribar a la primera ciutat havia estat robat per Muhammad Ibrahim Sultan, fill d'Hajim, deixant-li just els diners per retornar a casa; un altre motiu de l'atac era que els pelegrins de Transoxiana que anaven a la Meca, per evitar passar per territori xiïta (considerat infidel) a Pèrsia, anaven a Urgendj i d'allí creuaven la mar Càspia cap a Xirvan que pertanyia al sultà otomà; però el 1594 una caravana havia estat saquejada i retornada cap a Bukharà per Baba Sultan, fill de Pulad Sultan de Khivà; el cap de la caravana, Haji Kutas va exigir reparació a Abd Allah que va manifestar que no tenia autoritat a Coràsmia, però Kutas va insistir i va amenaçar d'anar al tribunal de Déu.
Així Abd Allah va iniciar aquesta segona campanya amb un exèrcit més important que a la primera. Hajim va deixar Urgendj a càrrec del seu fill Muhammad Ibrahim Sultan i es va retirar a Derun, que ara tenia en feu un altre fill, Arab Muhammad Sultan; en acostar-se els bukharians, els corasmis es van retirar de les ciutats més difícils de defensar, com Hazarasp i Khivà, i es van aplegar a Vesir. Khivà fou ocupada i Abd Allah va emetre una proclamació amistosa als seus habitants; després va marxar cap a Vesir i pel camí va capturar part de les forces de Pulad Sultan en retirada, però tots els prínceps van poder fugir. Van esclatar dissensions entre els partidaris d'entregar a Baba Sultan, el causant del conflicte, però aquest prudentment es va retirar i es va reunir amb Hajim Muhammad i els seus germans Hamza i Pevan Kuli, i amb el seu pare Pulad Sultan. Abd Allah va assetjar Vesir; però el setge durava un mes i no es veien perspectives d'un desenllaç ràpid i Abd Allah va fer propostes de pau, al·legant que només volia castigar a Baba i que si els prínceps li juraven fidelitat serien ben tractats. Abd Allah va despatxar al seu nakib Hassan Khoja, al atalik Sarkhin, al diwanbegi  Muhammad Baki, al governador de Samarcanda Haji Biy i al parmanechi Dostum Biy Aighun que van jurar davant 10 prínceps i 40 dels seus cortesans que no se'ls feria mal. Tots els prínceps van anar al campament d'Abd Allah i li van jurar fidelitat, i així Abd Allah es va assegurar Coràsmia sense més combats. Abd Allah va nomenar governadors de les ciutats i va retornar a Bukharà.

### Pèrsia
Poc després Hajim Muhammad va decidir anar a Pèrsia a entrevistar-se amb Abbas I el Gran; en la visita el van acompanyar els seus fills Siyunish Muhammad Sultan, Arab Muhammed i Muhammed Kuli, amb alguns nets i altres, en total set prínceps i una escorta de 150 homes, i també Nur Muhammad, l'exgovernador de Merv; Pulad Sultan, que era una mica retardat, va refusar anar-hi al·legant que era terra d'infidels i la seva edat (70 anys) i es va entregar a Abd Allah, però aquest no va tardar a trencar el jurament que havia fet i va matar fins a dotze prínceps de Coràsmia ofegant-los al riu Ak Su; aquestos prínceps eren: Pulad Sultan i el seu fill Kulchi; Muhammad Ibrahim (fill d'Hajim Muhammad), els tres fills de Timur Sultan, els quatre fills de Sari Mahmud Sultan i els dos fills de Muhammad Sultan; altres deu prínceps que eren massa joves per portar armes foren també morts. Aquest gran acte de traïció i crueltat va anar seguit d'una taxació abusiva sobre el país al que van anar dotzenes de col·lectors; fins els pobres foren forçats a pagar tribut; la població era responsable pels que no volien pagar i els que fugien; en una família havia de pagar cada membre de més de 10 anys; la gent havia de vendre els fills per fer front a les peticions
Mentre Hajim Muhammed fou ben rebut per Abbas el Gran. Siyunish Sultan i els seus dos fills, van anar després a Turquia al·legant que no podien viure entre infidels, però la resta van restar a Pèrsia tres anys. Després de la conquesta de Coràsmia, Abd Allah ibn Iskandar va reprendre la guerra amb Pèrsia que va dirigir principalment el seu fill Abd al-Mumin, governador de Balkh, que va assolar el Khorasan arribant fins a Isferan, mentre el xa persa va marxar contra ell. Per aquesta campanya Abd Allah va exigir tropes a Coràsmia; els turcmans d'Astarabad van informar a Hajim que les tropes del país havien marxat a combatre al Khorasan i Hajim va considerar un bon moment per recuperar possessió del país.
Els seus fills Arab Muhammed i Muhammed Kuli Sultan, i amb Baba Sultan, Hamza Sultan i Pehlevan Kuli Sultan, fills de Pulad Sultan, van fer una marxa des de Pèrsia (sens permís del xa) i van arribar a Astarabad on se'ls va reunir Hajim Muhammad que vivia a Bistam i havia estat advertit pel xa de posposar qualsevol aventura a Coràsmia fins a la mort d'Abd Allah; llavors els turcmans de Coràsmia van reconèixer als prínceps com els seus sobirans. Des de Astrabad Hajim va marxar a la muntanya Kuren i cap a Pishgah on les forces es van separar: Hajim Muhammad va marxar cap a Urgendj i Baba Sultan i els seus germans cap a Khivà. La ciutadella d'Urgendj fou capturada i el seu governador Sari Oghlan i la guarnició (50 homes) executats. Baba Sultan va arribar a Khivà on els habitants sarts li van donar suport i es va aseegurar el control i el governador Minglish Biy fou igualment executat. Quan es van saber les notícies els governadors de Kath i Hazarasp van fugir a Bukharà (1596). Quan el governador d'Hazarasp es va acostar a Chardjui es va trobar amb Khodjaddin Kuli, el comandant calmuc d'una part de l'exèrcit de Bukharà que va rebre ordes de marxar al rescat de Khwariz; va sorprende la ciutat de Kankah que estava ocupada per Hamza Sultan i el va matar i es va dirigir contra Urgendj; pel camí va trobar a Muhammad Kuli amb un contingent, que va veure tallat el seu cami i va fugir amb els nogais que el van entregar als russos i va morir a Rússia. Mentre Hajim Muhammad, al saber que s'acostava l'exèrcit bukharià, va fugir; fou perseguit i va perdre el seu campament i la meitat de la seva gent; va aconseguir fugir i altre cop fou atrapat i va tenir una altra vegada fortes pèrdues però va poder arribar a Astarabad sa i estalvi, presentant-se al xa a Qazvín.

### Mort
Abd Allah mentre havia assetjat Hazarasp que va capturar al cap de quatre mesos i va matar a Baba Sultan; era la darrera resistència. Abd Allah va morir el 1598 i el va succeir el seu fill Abd al-Mumin ibn Abd Allah. Quan la notícia de la mort d'Abd Allah es va saber a Pèrsia, el xa va aixecar un exèrcit i va marxar a Bistam donant permís a Hajim Muhammad i al seu fill Arab Muhammad per fer un nou intent a Coràsmia. Només tenien 20 homes i van avançar cap a la muntanya Kuren, terra dels turcmans tekes; allí van restar algun temps i llavors van saber que And al-Mumin havia estat assassinat. Hajim va agafar el cavall i es va dirigir a Urgendj on va arribar al cap de 8 dies i se li van obrir les portes; tot Coràsmia se li va sotmetre. Llavors va donar Khiva i Kath al seu fill Arab Muhammed, i Hasarasp al seu net Isfendiar Sultan, conservant per a si mateix Vesir (Vezir) i Urgendj. Aviat se li van reunir els uzbeks que havien estat portats presoners a Bukharà i ara tornaven a casa.
Nur Muhammed, l'antic governant de Merv, que havia estat els darrers any a l'exili persa amb Hajim Muhammad, va retornar a Merv i va agafar el control de la ciutat; va protegir els sarts en contra dels uzbkes i turcmans. Abbas el Gran llavors va marxar contra Merv que va capturar després d'un mes de setge, seguides de Nissa, Abiward i Derun (1599) que obeïen a Nur Muhammad i on va posar governador perses; Nur Muhammad fou capturat i va morir a la presó a Pèrsia.
El 1600 es va reunir amb Hajim Muhammad el seu fill Siyunish Sultan que havia retornat de Turquia via Shirvan i al qual el pare va entregar els feus d'Urgendj i Vesir i ell mateix es va retirar a Khivà amb el seu fill petit Arab Muhammed. Siyunish va morir el 1601 i el 1602 va morir el seu fill Ibadullah Khan.
Aquest mateix any 1602 va morir Hajim Muhammed. Del seu regnat la font principal és Abu l-Ghazi però hi ha també un relat del viatger anglès Jenkinson. El successor fou el seu fill Arab Muhammad Khan I